# Filippo Buonarroti

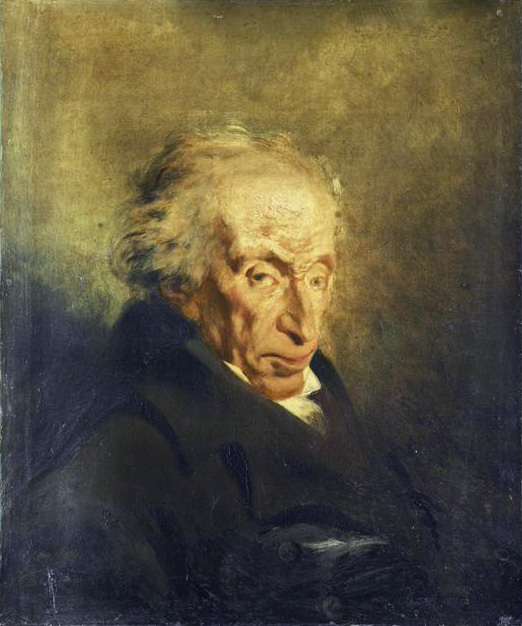
Filippo Buonarroti in seinen späten Lebensjahren (Gemälde von Philippe-Auguste Jeanron)

Filippo Michele Buonarroti – nach seiner Einbürgerung in Frankreich auch Philippe Buonarroti – (* 11. November 1761 in Pisa, Großherzogtum Toskana; † 16. September 1837 in Paris) war ein italienisch-französischer revolutionärer Aktivist, Politiker und Publizist. Er beteiligte sich aktiv an den Ereignissen der Französischen Revolution und entwickelte gemeinsam mit François Noël Babeuf im Rahmen der Verschwörung der Gleichen sozialrevolutionäre Konzepte, die impulsgebend für die sozialistischen Bewegungen des 19. Jahrhunderts waren. Des Weiteren gilt Buonarroti als Vorkämpfer für die staatliche Einheit Italiens (Risorgimento).

## Leben

### Herkunft und Ausbildung 1761 bis 1789
Filippo Buonarroti entstammte einer alten und reichen toskanischen Adelsfamilie und war ein Nachkomme eines Bruders von Michelangelo. Er verbrachte eine sorgenfreie Kindheit und wurde solide in Mathematik und Philosophie ausgebildet. Siebzehnjährig begann er ein Studium der Rechte in Pisa. Die herrschende Geistesart im Großherzogtum Toskana, wo der aufgeklärte Herrscher Leopold II. neuen Ideen und begrenzten Reformen aufgeschlossen gegenüberstand, beeinflusste den jungen Buonarroti stark. Voller Begeisterung las er die philosophischen Schriften von Jean-Jacques Rousseau, Claude Adrien Helvétius, Gabriel Bonnot de Mably und Étienne-Gabriel Morelly, deren Sozialtheorien ihn zeitlebens prägen sollten. Nach dem Studium arbeitete der Doktor der Jurisprudenz als Advokat, doch dieser Beruf füllte Buonarroti nicht aus. Immer häufiger verbrachte er seine Zeit in Freimaurerlogen und philosophischen Zirkeln. Er verfasste Zeitungsartikel und Pamphlete gegen die Feudalordnung und den Despotismus, die bald das Maß des von Leopold Erlaubten überstiegen. Leopolds Hof veranlasste 1786 eine Hausdurchsuchung und beschlagnahmte verbotene Schriften wie System der Natur von Paul Henri Thiry d’Holbach.

### Korsika 1789 bis 1793
Buonarroti schrieb in der Florentiner Gazzetta universale über den Ausbruch der Französischen Revolution begeisterte Artikel und musste infolge der Nachstellungen der toskanischen Polizei im Dezember 1789 nach Korsika fliehen. Dort gab Buonarroti die Zeitschrift Il giornale patriottico di Corsica, eine der ersten Veröffentlichungen des italienischen Risorgimento, heraus. Jedoch erreichten seine gegen Adel, Kirche und Papst gerichteten Artikel die religiöse Bevölkerungsmehrheit nicht und Ende 1790 musste Buonarroti die Herausgabe seines Blattes einstellen. Bald danach wurde Buonarroti von der Verwaltung des Departements Korsika mit dem Verkauf von beschlagnahmten Kirchengütern beauftragt. Aber durch diese Tätigkeit handelte er sich nur den zunehmenden Zorn der korsischen Bevölkerung ein. Am 2. Juni 1791 brachten wütende Bauern Buonarroti zum Hafen von Bastia und schickten ihn per Schiff nach Livorno.
Dort wurde er inhaftiert, doch nach einigen Wochen kehrte Buonarroti als offizieller Berichterstatter für die Angelegenheiten Korsikas beim Wohlfahrtsausschuss auf die Insel zurück. Buonarroti hatte aus seinen Fehlern gelernt, nahm Rücksicht auf die Mentalität der Menschen und gewann dadurch Einblick in die komplizierte Struktur der korsischen Dorfgemeinden. Im Westen der Insel traf er den traditionellen Zustand an, in dem der gesamte Boden Gemeineigentum war und, in gleiche Parzellen geteilt, den Bauern zur Nutzung überlassen wurde. Individuelles Eigentum blieb nur auf die Früchte persönlicher Arbeit begrenzt. Dadurch wurde das soziale Gleichgewicht gewahrt, keiner konnte sein Lebensniveau verbessern und zu mehr Einfluss gelangen. Solche Gleichheit in Bodenbesitz und Verbrauch stellte Buonarroti der Ungleichheit, wie er sie im übrigen Frankreich beobachtete, gegenüber. Während dieser Zeit freundete er sich auch mit der Familie Buonaparte (Bonaparte) an.
Um seine Einbürgerung in Frankreich zu erhalten, begab sich Buonarroti im März 1793 nach Paris. Für seine geleisteten Verdienste erhielt er vom Nationalkonvent am 27. Mai 1793 die französische Staatsbürgerschaft. Er trat in den Klub der Jakobiner ein und gelangte rasch in den Kreis um Maximilian und Augustin Robespierre.

### Oneglia 1794 bis 1795
Im April 1794 wurde Buonarroti zum Revolutionskommissar für das im Königreich Piemont besetzte Gebiet Oneglia ernannt. Während der kommenden elf Monate versuchte Buonarroti die revolutionären Maßnahmen auf italienische Verhältnisse zu übertragen und für die Einheit Italiens zu wirken. Das zukünftige, geeinte Italien sollte fest an das revolutionäre Frankreich verankert werden.
Buonarroti errichtete in Oneglia eine Schule und gründete ein Komitee zur Volksbildung. Des Weiteren verkaufte er Emigrantengüter und Lebensmittel zu niedrigen Preisen. Buonarrotis Maßnahmen polarisierten stark. Einerseits wurde seine Sozial- und Bildungspolitik von einer großen Anhängerschaft begrüßt, anderseits führte der Verkauf von beschlagnahmten Gütern zu einflussreichen Feinden.
Aufgrund der Klage eines Genueser Edelmannes wurde Buonarroti im März 1795 aus Oneglia nach Paris abberufen. Buonarroti wurde zu einer Gefängnisstrafe verurteilt und lernte im September 1795 im Gefängnis Le Plessis Babeuf kennen.

### Die Verschwörung der Gleichen 1796
Am 8. Oktober 1795 wurde Buonarroti infolge der Generalamnestie für inhaftierte Jakobiner freigelassen. Er schloss sich der Gesellschaft der Freunde der Republik an, die ihre Sitzungen in der Nähe des Panthéons hielten und deswegen als „Panthéonklub“ bekannt wurde. Buonarroti gewann rasch an Einfluss und wurde kurze Zeit später zum Präsidenten des Panthéonklubs gewählt. Das Direktorium befürchtete ein Erstarken der Opposition von links und setzte am 27. Februar 1796 die Schließung des Panthéonklubs durch.
Im März 1796 begab sich Buonarroti nach Italien. Er versuchte durch konspirative Tätigkeiten wichtige Persönlichkeiten der französischen Armee in Italien, darunter den neuen Oberbefehlshaber Napoléon Bonaparte, für die Einheit Italiens zu gewinnen. Buonarrotis Anhänger konnten für wenige Wochen eine revolutionäre, jakobinische Herrschaft in der piemontesischen Stadt Alba errichten. Die italienischen Jakobiner versuchten auch weitere revolutionäre Kräfte im Piemont und in der Lombardei zu mobilisieren. Erstmals wurde die grün-weiß-rote Trikolore in Italien aufgestellt.
Buonarroti kehrte nach Paris zurück und bildete am 9. April 1796 mit Babeuf, Darthé und anderen Gegnern des Direktoriums das „Geheime Exekutivdirektorium für das öffentliche Wohl“ zum Planen und Ausführen der „Verschwörung der Gleichen“. Buonarroti wirkte dort für ein gemeinsames Handeln der italienischen und französischen Revolutionäre und kümmerte sich mit Darthé um die Organisation der Verschwörung. Außerdem verfasste er die Analyse der Lehre von Babeuf, welche zur Vorbereitung des Aufstands als Handzettel in die Pariser Arrondissements verteilt wurde. Buonarroti entwickelte Lösungen zur Änderung der agrarischen Verhältnisse in Frankreich und Italien. Begründet auf seine Erfahrungen in Korsika, bejahte er die Abschaffung des Privateigentums an Boden. Der Boden als Gemeingut sollte ohne Ausbeutung der Bauern zur Erwirtschaftung hoher Erträge führen. Mit dieser Agrarpolitik wollte Buonarroti die Massen der landlosen Bauern an die Gleichen binden. Das Scheitern der Verschwörung der Gleichen führte Buonarroti auch auf die fehlende Unterstützung der bäuerlichen Massen zurück. Dies galt auch für das Scheitern der italienischen Jakobiner, die Buonarrotis Agrarpolitik nicht folgen wollten.
Infolge der Informationen des Polizeispitzels Grisels wurden am 10. Mai 1796 Babeuf, Darthé, Buonarroti und über vierzig Mitverschworene verhaftet. Die Verhafteten wurden am 30. August 1796 nach Vendôme verlegt und am 20. Februar 1797 begann der Gerichtsprozess vor dem Hohen Justizhof. Am 26. Mai 1797 verurteilte der Oberste Gerichtshof in Vendôme Filippo Buonarroti zur Deportation.

### Verbannung 1797 bis 1815
Buonarroti wurde zunächst in Cherbourg gefangengehalten und später auf die Insel Oléron verlegt. Napoleon Bonaparte wies ihm 1803 Sospel im Departement Alpes-Maritimes, 1806 Genf und 1813 Grenoble als Aufenthaltsort zu. Aber trotz der polizeilichen Überwachung gelang es Buonarroti als Mitglied von Geheimgesellschaften für die staatliche Einheit Italiens zu agieren.

### Risorgimento 1815 bis 1837
Nach dem Sturz Napoleons begab sich Buonarroti wieder nach Italien. Enttäuscht über die Restauration der vornapoleonischen Ordnung in Italien, schloss sich Buonarroti der Bewegung des Risorgimento an.
Im Jahr 1828 verfasste Buonarroti in Brüssel sein Hauptwerk „Babeufs Verschwörung für die Gleichen“ (Conspiration pour l’egalité, dite de Babeuf). Dieses Werk gilt als wichtigste Quelle zur Darstellung der mit dem Titel verbundenen Ereignisse und beeinflusste die sozialistischen Bewegungen des 19. und 20. Jahrhunderts. Buonarroti ging in seinem Werk davon aus, dass den Menschen gleichartige Bedürfnisse und Empfindungen angeboren seien oder sich von Kindheit an herausbilden. In einer großen nationalen Gemeinschaft der Güter und der Arbeit sah er die ideale kommunistische Gesellschaftsordnung, welche die Abschaffung des Privateigentums voraussetzt.
Nach der französischen Julirevolution begab sich Buonarroti 1830 nach Paris und lernte dort den sich im Exil aufhaltenden demokratischen  Vordenker des Risorgimento, Giuseppe Mazzini kennen. Mazzini respektierte Buonarrotis nationale Ideen, dessen Kampf für die staatliche Einheit Italiens und befürwortete auch die republikanische Staatsform für das zukünftige Italien. Aber Mazzini und das maßgeblich von ihm gebildete Bündnis des „Jungen Italien“ (La Giovane Italia) lehnten Buonarrotis sozialrevolutionäre Ideen ab. Zu einem Zerwürfnis der beiden Männer kam es aber erst, nachdem Mazzini eine gegen Frankreich gerichtete Politik begünstigte.
Am 16. September 1837 verstarb Filippo Buonarroti völlig verarmt in Paris.

## Schriften
- Conspiration pour l'egalité dite de Babeuf (1828), Neuausgabe: Paris: La fabrique 2015
- Babeuf und die Verschwörung für die Gleichheit  mit den durch sie veranlassten Prozess und den Belegstücken; Dietz-Verlag Bonn, Bad Godesberg, Nachdruck von Buonarrotis 1828 veröffentlichtem Hauptwerk (deutsche Übersetzung), 2. Auflage 1975, ISBN 3-8012-1049-9